# Valeria Solarino
Valeria Solarino, née le 4 novembre 1979 à Barcelona au Venezuela est une actrice italienne.

## Filmographie partielle
- 2003 : La Felicita, le bonheur ne coûte rien (La felicità non costa niente) de Mimmo Calopresti
- 2003 : Fame chimica - Maja
- 2004 : Che ne sarà di noi de Giovanni Veronesi
- 2004 : A/R: Andata+ritorno
- 2005 : La febbre - Linda
- 2006 : Voyage secret (Viaggio segreto) de Roberto Andò
- 2007 : Manuale d'amore 2 - Capitoli successivi  de Giovanni Veronesi
- 2010 : L'Ange du mal (Vallanzasca - Gli angeli del male) de Michele Placido
- 2007 : Signorina Effe - Emma
- 2009 : Italians - Haifa
- 2009 : Holy Money - Bianca
- 2009 : Viola di mare - Angela / Angelo
- 2010 : Genitori & figli - Agitare bene prima dell'uso de Giovanni Veronesi
- 2010 : Niente orchidee - Viola
- 2010 : Vallanzasca - Gli angeli del male - Consuelo
- 2011 : L'amour a ses raisons (Manuale d'amore 3) de Giovanni Veronesi
- 2011 : Ruggine - Cinzia
- 2012 : Anita Garibaldi - Anita Garibaldi
- 2013 : Meglio se stai zitta - Valeria
- 2013 : The Audition - l'actrice
- 2013 : La terra dei Santi - Vittoria
- 2013 - 2015 : Una grande famiglia - Giovanna / Stefania
- 2014 : J'arrête quand je veux (Smetto quando voglio) de Sydney Sibilia
- 2017 : Maltese (Maltese - Il romanzo del Commissario)
- 2018 : Une famille italienne (A casa tutti bene) de Gabriele Muccino
- 2018 : Moschettieri del re: La penultima missione de Giovanni Veronesi
- 2020 : Padrenostro de Claudio Noce